# Articolo 53 della Costituzione italiana
L'articolo 53 della Costituzione italiana, che è stato approvato dall'Assemblea Costituente, riguarda la capacità contributiva, il criterio di progressività e il sistema tributario.

## Testo articolo
L'articolo 53 afferma che:
“Tutti sono tenuti a concorrere alle spese pubbliche in ragione della loro capacità contributiva. Il sistema tributario è informato a criteri di progressività.”

## Storia
L'articolo 53, come la maggior parte degli articoli presenti nella costituzione italiana, è stato scritto e approvato nel 1947 ed entrato in vigore il 1º gennaio 1948. Questo articolo si ispira agli articoli 10 e 25 dello Statuto Albertino, in forma esplicita o implicita. Nell'articolo 10 ogni legge di imposizione dei tributi o approvazione dei conti deve essere presentato alla Camera Dei Deputati, il Re quindi non poteva prendere decisioni da solo. Anche adesso tutte le leggi di bilancio o leggi tributarie devono essere approvate dal parlamento, ma questo non è specificato all'interno dell'articolo. Invece nell'articolo 25 dello Statuto Albertino i cittadini "contribuiscono indistintamente, nella proporzione dei loro averi, ai carichi dello Stato". In maniera molto generale viene detto che ogni cittadino deve contribuire alle spese dello Stato ma come adesso i tributi sono proporzionati propria capacità economica.
Nel corso degli anni questo articolo non ha mai subito modifiche ed è ancora uguale a quello entrato in vigore nel 1948.

## Interpretazione
Secondo l'articolo 53 della Costituzione Italiana tutti i cittadini, anche apolidi e stranieri, con interessi economici in Italia sono tenuti a contribuire alle spese dello Stato attraverso prelievi fiscali, in ragione della capacità contributiva di ognuno e secondo criteri di progressività.
Gli introiti che lo Stato ricava dal prelievo fiscale devono adattarsi ai criteri di giustizia distributiva ed uguaglianza del carico tributario, nonché rispettare il principio antielusivo che vieta di aggirare il sistema tributario per ottenere vantaggi illeciti. Coloro che possono essere chiamati a concorrere alla spesa pubblica sono solo i contribuenti titolari di reddito.
La Corte Costituzionale ha il compito di amministrare la legittimità delle leggi ordinarie, le quali impongono i tributi. Inoltre, questa capacità non esclude l'esonero di determinate categorie di soggetti dal versamento o che esso possa essere determinato in forma meno gravosa, in base a certi presupposti come reddito minimo, nuclei famigliari numerosi ecc.
Il sistema fiscale deve basarsi, oltre al principio di capacità contributiva, anche su quello di progressività che implica in base alle proprie risorse di concorrere alla spesa pubblica. In questo modo chi possiede meno denaro dovrà versarne meno e viceversa dopo il raggiungimento di determinate soglie.
Esso trova la sua totale attuazione in relazione alle imposte dirette che colpiscono le forme immediate di produzione di reddito come l'IRPEF, mentre non si basa su quelle indirette come l'IVA che gravano, invece, sui beni e pesano senza distinzioni su tutti, a meno che venga imposta un'IVA più bassa su certi beni.

### Capacità contributiva
Con capacità contributiva si intende la manifestazione di forza economica, secondo cui ripartire la spesa pubblica tra i vari contribuenti.
Nel sistema italiano i principali indici di capacità contributiva sono:
- reddito, inteso come flusso da destinare al consumo o al risparmio;
- consumi, parte del reddito non destinata al risparmio;
- patrimonio, definito come stock di ricchezza;
- attività giuridica

In aggiunta la capacità contributiva deve essere effettiva, cioè una concreta sussistente forza economica non presunta o virtuale, ed attuale, quindi nel momento in cui il tributo è applicato.

### Criterio di progressività
Il rilievo del criterio di progressività risiede nel gravare sulle classi sociali più abbienti così da poter aiutare e sostenere le classi sociali in difficoltà, garantendo i diritti e i servizi sociali fondamentali quali ad esempio la pubblica istruzione, l’assistenza sanitaria, la previdenza sociale e l’indennità di disoccupazione, criteri sui quali si basa lo Stato Sociale Italiano. I criteri di progressività devono essere intesi come una particolare accezione al principio di uguaglianza sostanziale in quanto contribuisce ad eliminare, all'interno della comunità, tutti gli ostacoli che impediscono il pieno sviluppo della persona umana.

### Imposte
Le imposte e le tasse sono la fonte principale di entrate per il governo. Esse vengono classificate in:
- Imposte dirette: pagate direttamente al governo e riscosse sul reddito o sulla ricchezza di una persona. Essa è di natura progressiva, quindi aumenta o diminuisce in base alla ricchezza, e viene riscossa dal governo centrale o statale o dagli enti locali;
- Imposte indirette: pagate indirettamente al governo e viene applicata a una persona che consuma beni e servizi. Essa è di natura regressiva, vale a dire all'aumentare dell'importo dell'imposta la domanda di beni e servizi diminuisce e viceversa. La gestione viene effettuata dal governo centrale o statale.